# Pure Intuition
Pure Intuition is een latin-popnummer, geschreven en geproduceerd door Shakira voor haar album uit 2005: Fijación Oral, Vol. 1. Op het album is alleen de Spaanse versie te vinden, genaamd Las de la Intuición. De Engelse en de Spaanse versie zijn beide als digitale (betaalde) download te vinden op het internet. Dankzij het grote aantal (betaalde) downloads van Pure Intuition is het hoog in de Top 40 geëindigd. Het nummer werd populair doordat het gebruikt werd in een reclamespot van automerk Seat, waarin tevens Shakira zelf een verschijning maakte. De platenmaatschappij van het nummer is Epic Records.

In eerste instantie zou er geen videoclip gemaakt worden voor Pure Intuition. Later besloot Shakira om het toch wel te doen. De clip kwam ongeveer uit toen het nummer uit de Top 40 verdween.

## Hitlijsten
| Pure Intuition in de Nederlandse Top 40 Binnen: 10 februari 2007 | Pure Intuition in de Nederlandse Top 40 Binnen: 10 februari 2007 | Pure Intuition in de Nederlandse Top 40 Binnen: 10 februari 2007 | Pure Intuition in de Nederlandse Top 40 Binnen: 10 februari 2007 | Pure Intuition in de Nederlandse Top 40 Binnen: 10 februari 2007 | Pure Intuition in de Nederlandse Top 40 Binnen: 10 februari 2007 | Pure Intuition in de Nederlandse Top 40 Binnen: 10 februari 2007 | Pure Intuition in de Nederlandse Top 40 Binnen: 10 februari 2007 | Pure Intuition in de Nederlandse Top 40 Binnen: 10 februari 2007 | Pure Intuition in de Nederlandse Top 40 Binnen: 10 februari 2007 | Pure Intuition in de Nederlandse Top 40 Binnen: 10 februari 2007 | Pure Intuition in de Nederlandse Top 40 Binnen: 10 februari 2007 | Pure Intuition in de Nederlandse Top 40 Binnen: 10 februari 2007 | Pure Intuition in de Nederlandse Top 40 Binnen: 10 februari 2007 |
| Week                                                             | 1                                                                | 2                                                                | 3                                                                | 4                                                                | 5                                                                | 6                                                                | 7                                                                | 8                                                                | 9                                                                | 10                                                               | 11                                                               | 12                                                               | 13                                                               |
| ---------------------------------------------------------------- | ---------------------------------------------------------------- | ---------------------------------------------------------------- | ---------------------------------------------------------------- | ---------------------------------------------------------------- | ---------------------------------------------------------------- | ---------------------------------------------------------------- | ---------------------------------------------------------------- | ---------------------------------------------------------------- | ---------------------------------------------------------------- | ---------------------------------------------------------------- | ---------------------------------------------------------------- | ---------------------------------------------------------------- | ---------------------------------------------------------------- |
| Nummer                                                           | 26                                                               | 18                                                               | 12                                                               | 9                                                                | 10                                                               | 8                                                                | 10                                                               | 12                                                               | 15                                                               | 16                                                               | 25                                                               | 37                                                               | uit                                                              |

| Pure Intuition in de Mega top 50 Binnen: 3 februari 2007 | Pure Intuition in de Mega top 50 Binnen: 3 februari 2007 | Pure Intuition in de Mega top 50 Binnen: 3 februari 2007 | Pure Intuition in de Mega top 50 Binnen: 3 februari 2007 | Pure Intuition in de Mega top 50 Binnen: 3 februari 2007 | Pure Intuition in de Mega top 50 Binnen: 3 februari 2007 | Pure Intuition in de Mega top 50 Binnen: 3 februari 2007 | Pure Intuition in de Mega top 50 Binnen: 3 februari 2007 | Pure Intuition in de Mega top 50 Binnen: 3 februari 2007 | Pure Intuition in de Mega top 50 Binnen: 3 februari 2007 | Pure Intuition in de Mega top 50 Binnen: 3 februari 2007 | Pure Intuition in de Mega top 50 Binnen: 3 februari 2007 | Pure Intuition in de Mega top 50 Binnen: 3 februari 2007 | Pure Intuition in de Mega top 50 Binnen: 3 februari 2007 | Pure Intuition in de Mega top 50 Binnen: 3 februari 2007 | Pure Intuition in de Mega top 50 Binnen: 3 februari 2007 |
| Week                                                     | 1                                                        | 2                                                        | 3                                                        | 4                                                        | 5                                                        | 6                                                        | 7                                                        | 8                                                        | 9                                                        | 10                                                       | 11                                                       | 12                                                       | 13                                                       | 14                                                       | 15                                                       |
| -------------------------------------------------------- | -------------------------------------------------------- | -------------------------------------------------------- | -------------------------------------------------------- | -------------------------------------------------------- | -------------------------------------------------------- | -------------------------------------------------------- | -------------------------------------------------------- | -------------------------------------------------------- | -------------------------------------------------------- | -------------------------------------------------------- | -------------------------------------------------------- | -------------------------------------------------------- | -------------------------------------------------------- | -------------------------------------------------------- | -------------------------------------------------------- |
| Nummer                                                   | 33                                                       | 9                                                        | 7                                                        | 7                                                        | 14                                                       | 16                                                       | 17                                                       | 18                                                       | 22                                                       | 29                                                       | 32                                                       | 34                                                       | 42                                                       | 48                                                       |                                                          |